# Crombach
Crombach is een plaats in de Belgische provincie Luik en een deelgemeente van Sankt Vith, het was een zelfstandige gemeente tot aan de gemeentelijke herindeling van 1977.

## Kernen
Tot de deelgemeente Crombach behoren de kernen Hinderhausen, Hünningen, Neubrück, Neundorf, Emmels en Rodt.

## Geschiedenis
In 1153 werd Crombach voor het eerst genoemd door de Abt van Stavelot-Malmedy als Grumbach. In 1387 werd een kapel ingewijd. In 1797 werd Crombach met omliggende kernen een zelfstandige gemeente, die in 1977 een deelgemeente werd van de fusiegemeente Sankt Vith.

## Demografische ontwikkeling
- Bronnen:NIS, Opm:1930 tot en met 1970=volkstellingen, 1976 inwoneraantal op 31 dec.

## Bezienswaardigheden
- De Sint-Antoniuskerk

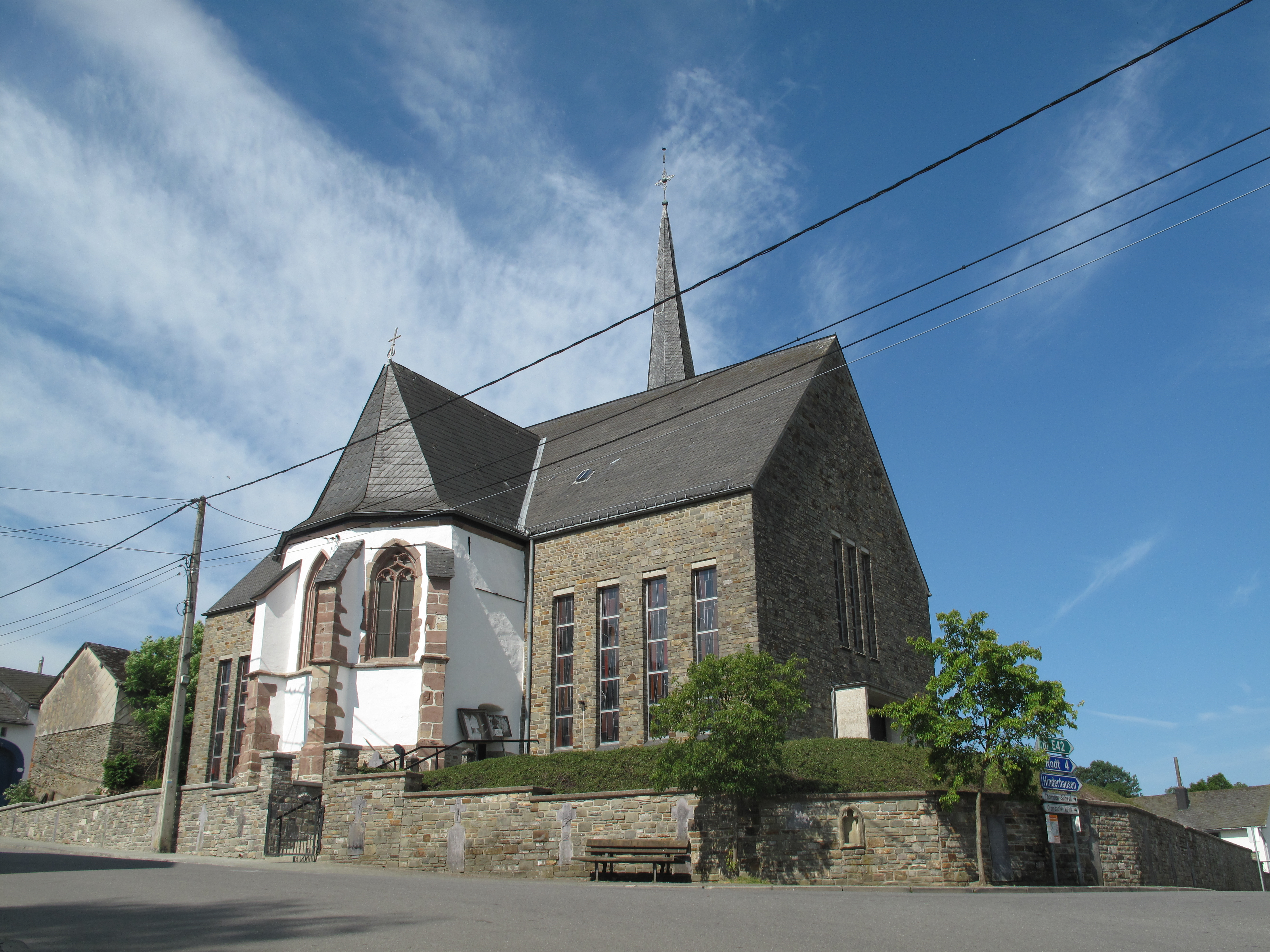
Crombach, kerk
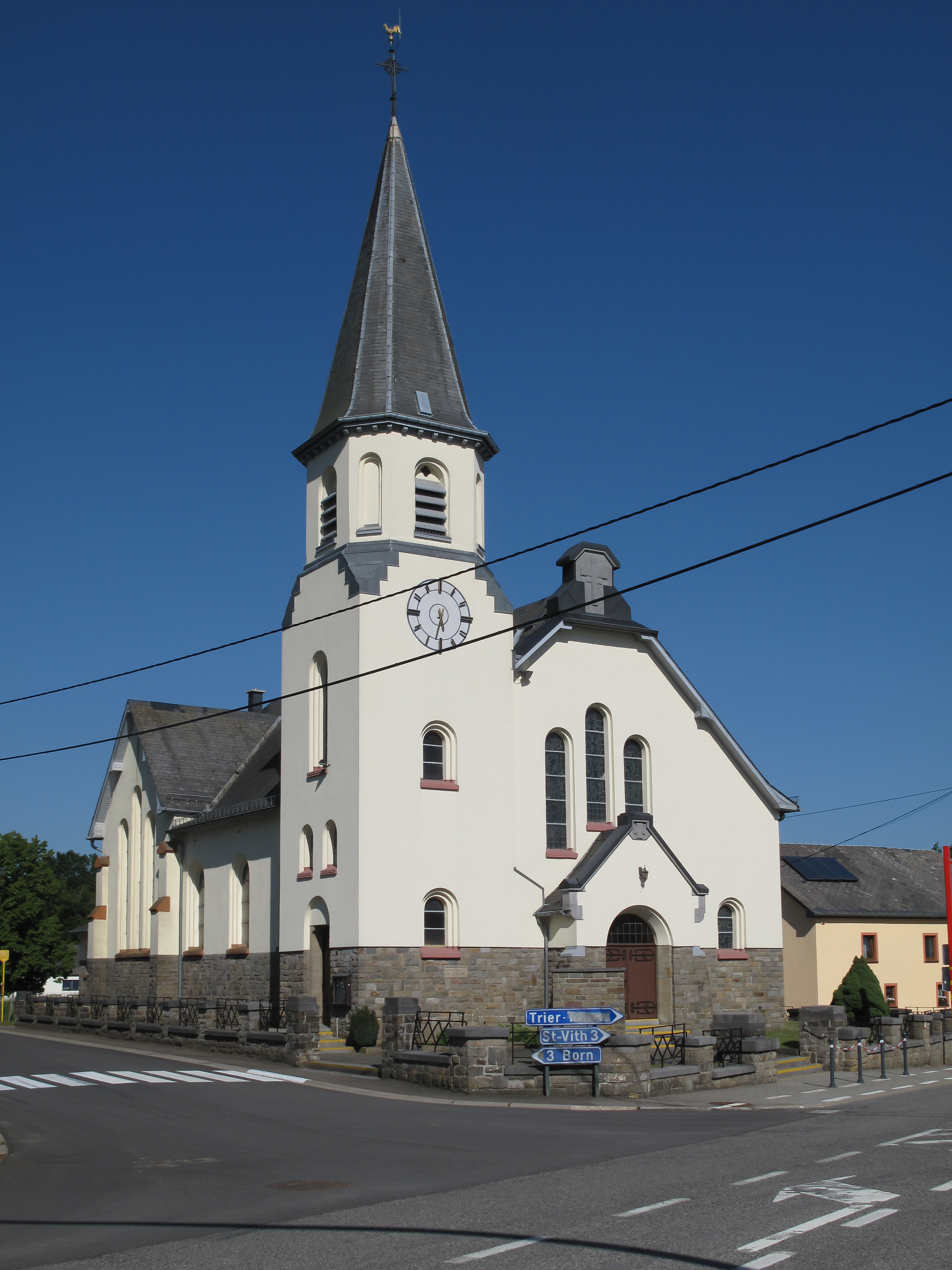
Niederemmels, kerk
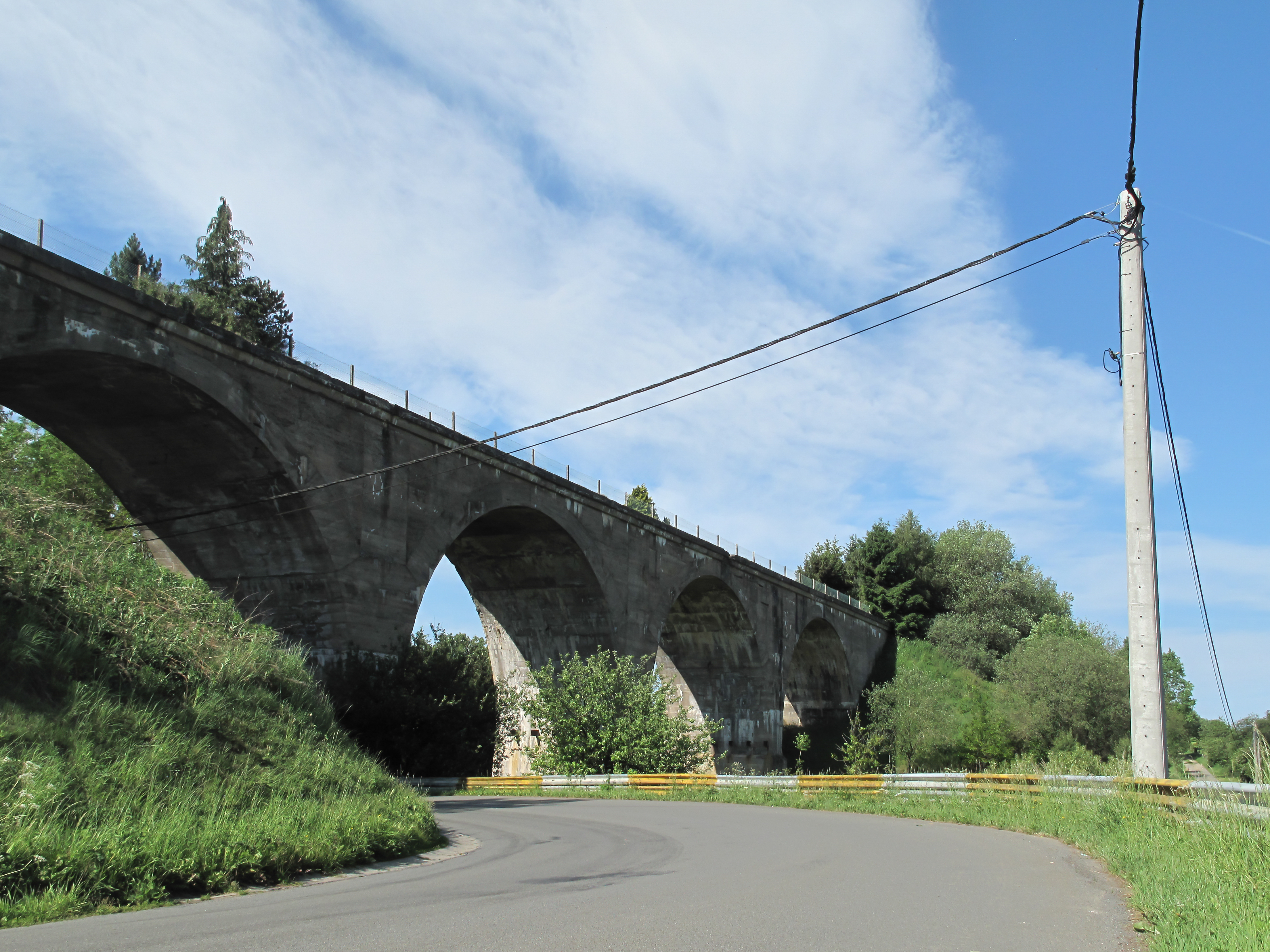
tussen Neundorf en Sankt Vith, viaduct en elektriciteitsmast

## Nabijgelegen kernen
Weisten, Braunlauf, Neundorf, Hinderhausen
Deelgemeenten: Crombach · Lommersweiler · Recht · Sankt Vith · Schönberg

Overige kernen: Alfersteg · Amelscheid · Andler · Atzerath · Breitfeld · Eiterbach · Emmels (Nieder-Emmels · Ober-Emmels) · Galhausen · Heuem · Hinderhausen · Hünningen · Mackenbach · Neidingen · Neubrück · Neundorf ·  Rödgen · Rodt · Schlierbach · Setz · Steinebrück · Wallerode · Weppeler · Wiesenbach

Belgische gemeenten · Duitstalige Gemeenschap · Arrondissement Verviers · Luik · Wallonië